# Shekel
Ny Shekel  (Symbol ₪) - NIS - (שקל חדש / Sheqel khadash) är den valuta som används i Israel i Mellanöstern. Valutakoden är ILS. 1 Shekel (pluralform shqalim) = 100 agorot (singularform agora).
Valutan infördes 1 januari 1986 och ersatte den tidigare shekel efter en valutareform och som i sin tur ersatte det tidigare palestinska pundet. Vid senaste bytet var omvandlingen 1 ILS = 1000 shekel. Valutan har fått namnet efter sikel, en gammal viktenhet i Mesopotamien.

## Användning
Valutan ges ut av Bank of Israel / בנק ישראל - BOI som grundades 1954 och har huvudkontoret i Jerusalem.

## Valörer
- mynt: 1 shekel, 2, 5 och 10 shqalim
- underenhet: 5, 10 och 50 agorot
- sedlar: 20, 50, 100 och 200 ILS